# ماركومانيون

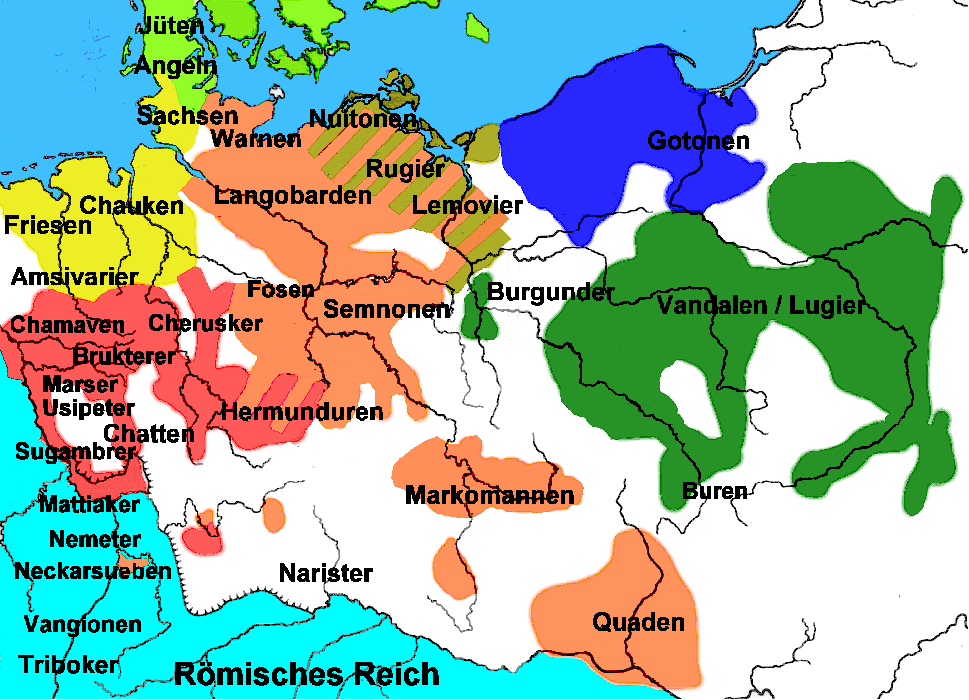
الماركومانيون موجودون في وسط للخريطة. المساحات البرتقالية تظهر امتداد قبائل السويبيين عند القرن الأول للميلاد

الماركومانيون، قبيلة الجرمانية، ولعلها ذات الصلة بالبوريين والسويبيين.
الدارسون يعتقدون أن اسمهم مستمد من واحد من اثنين من المصادر المحتملة: (1) من الجرمانية شكل قديم لكلمتي "marka" («الحدود») و«الرجال»؛ أو (2) اسم مندوب الروماني ماركوس فابيوس رومانوس، الذي ترك جحافل دروسوس أثناء حملته الألمانية عام 13 قبل الميلاد ويعتقد أنهما وحّدوا معا مجموعة ضعيفة من القبائل الجرمانية إلى قوة قتالية متماسكة. يشير آخرون إلى إن ماركوس فابيوس رومانوس كان منفيا للمضاربة بالقمح وفي واقع الأمر لم يفعل، فترك الجيش خلال الحملة رغم أن المصدر يربط أيضا رومانوس مع الماركومانيين في السنوات التالية لمنفاه. العديد من المصادر تصف رومانوس باعتباره عضو مجلس الشيوخ، مالك الأراضي كبير، وجدليا مؤيد مالي في سباق عربات الفصائل الرئيسي.
هاجم دروسوس الماركومانيين في عام 9 قبل الميلاد، وأبعدهم إلى ما هو الآن بوهيميا. أنشأ هناك الملك ماربود مملكة قوية، نظر إليها أغسطس قيصر على أنها تشكل تهديدا لروما. ولكن قبل أن يتمكن من التصرف تدخلت الحرب في إليريا. في نهاية المطاف أطيح بماربود ونفي من قبل كاتوالدا (عام 19 م).